# Kamičak (brdo)
Kamičak je brežuljak u Sinju, u središtu grada.

## Ime
Zove se po prema posjedu na Krki imena Kamičac. Vlasnici Kamičca bili su hrvatski velikaši, knezovi Nelipići koji su vladali Sinjem.

## Zemljopisne osobine
Krška uzvisina. Brežuljak je od vapnenca.

## Povijest
Na Kamičku je kula sa satom i utvrda zvjedolika tlocrta, podignuta 1712. godine i povezana s pripadajućim kvartirom (vojarnom za konjicu) na jugozapadnoj strani, današnjim Alkarskim dvorima. Godine 1890. Kamičak je poprimio današnji izgled, kada je obzidan i pošumljen borovima. U Drugome svjetskom ratu pod liticom Kamička napravljen je improvizirani zatvor bez poda, u kojem su zatvorenici boravili na podu. 1950-ih su na Kamičku organizirani plesnjaci. Godine 2007. udruga mladih S.K.U.P. oživila je prostor organiziranjem večeri performansa na kojima su nastupili poznati performeri Siniša Labrović, Marko Marković i drugi.